# Maria-Hilf-Wallfahrtstätte

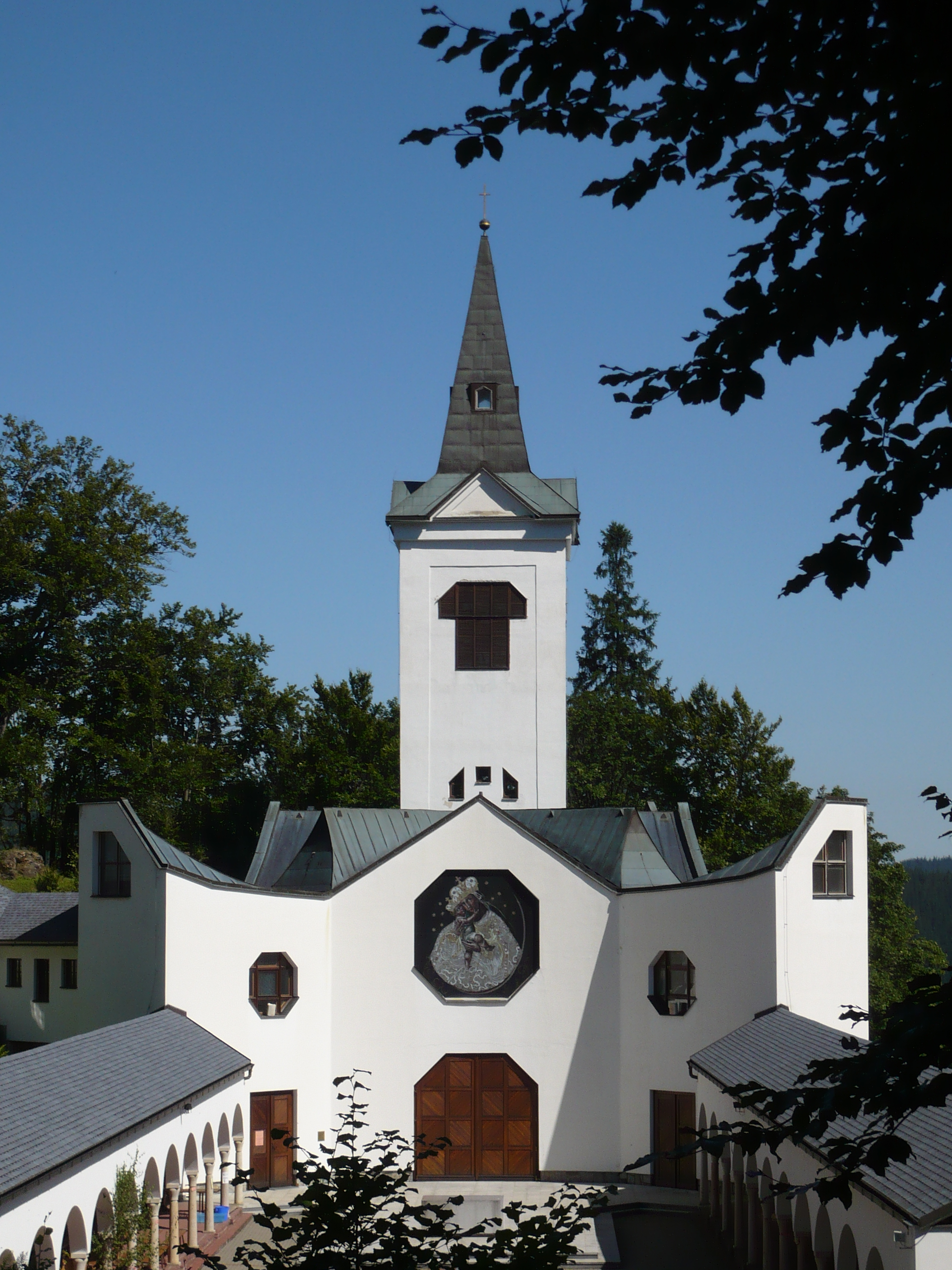
Wallfahrtskirche Maria-Hilf bei Zuckmantel (Zlaté Hory)

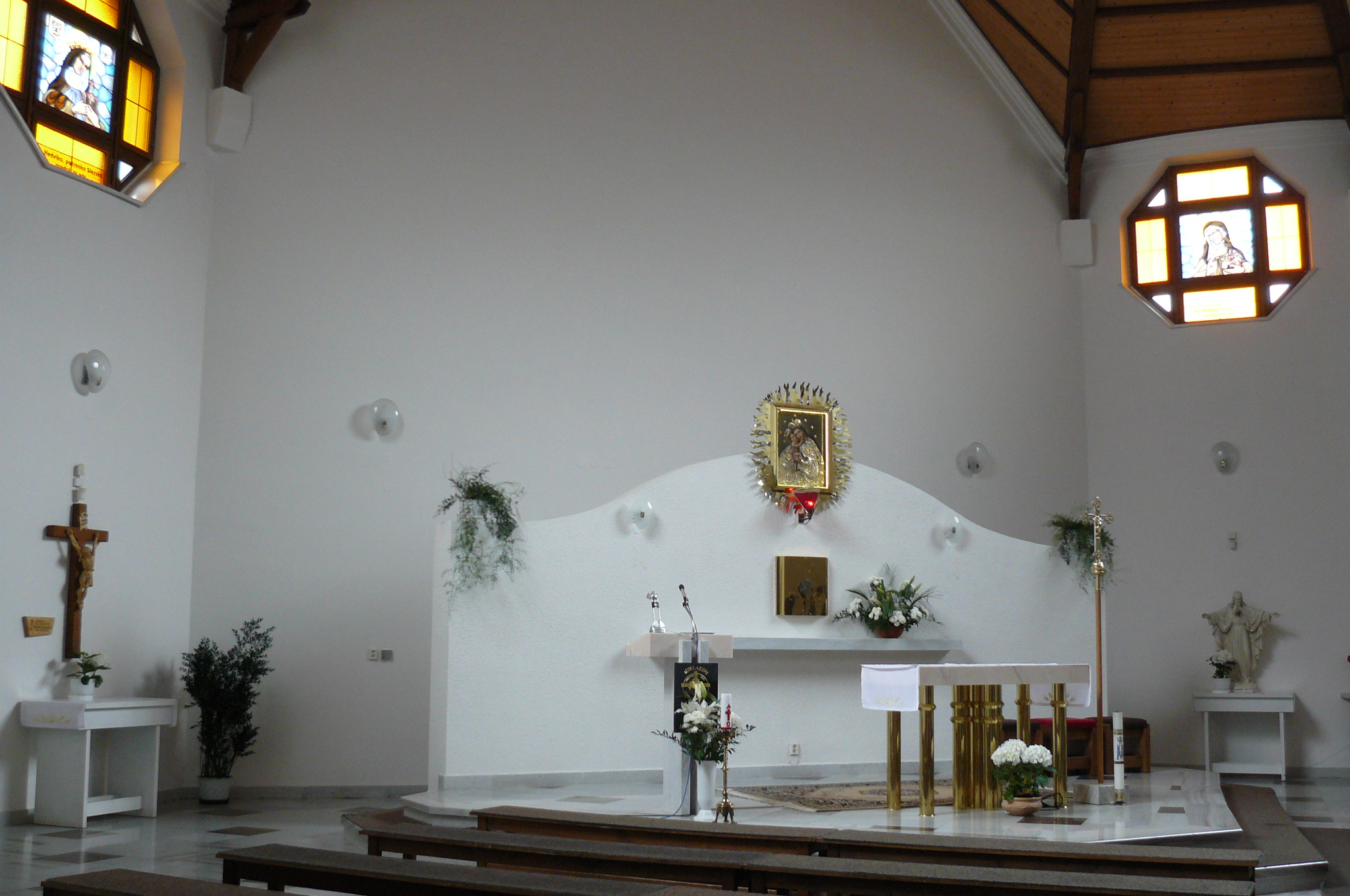
Innenansicht der Kirche

Die Maria-Hilf-Wallfahrtstätte (tschechisch Panna Maria Pomocná) am Příčný vrch (Querberg) über dem Tal des Zlatý potok bei Zlaté Hory (Zuckmantel) im Okres Jeseník ist ein Wallfahrtsort in der Tschechischen Republik. Die Geschichte geht auf die Zeit des Dreißigjährigen Krieges zurück.

## Patronat
Über das Patronat liegen unterschiedliche, möglicherweise durch die Übersetzung aus dem Tschechischen verursachte unterschiedliche Angaben vor. So werden
- die Hilfreiche Jungfrau Maria, Schützerin des Lebens[1]
- die Jungfrau Maria Beschützerin Ungeborener[2]
- die Heilige Maria, Beschützerin der Geborenen[3] und
- die Jungfrau Maria, der Helferin der Geborenen[4] genannt.

## Geschichte
Um die Anfänge der Wallfahrtsstätte gibt es zwei Geschichten.
Einer solchen Geschichte zufolge soll sich das spätere Gnadenbild in der Kapelle einer Einsiedelei befunden haben und nach dem Tod des Einsiedlers in die Pfarrkirche von Zlaté Hory gebracht worden sein. Zum Schutz des Bildes vor den heranrückenden Schweden wurde es im Wald vergraben und später an einem Baum hängend wieder aufgefunden, woraufhin man eine kleine Kapelle errichtete.
Eine andere Geschichte – diese allerdings mit konkreten Namens- und Zeitangaben – erzählt von der schwangeren Anna Thannheiser, die alleine oder mit ihrem Ehemann und dessen Mutter 1647 vor den heranrückenden Schweden in die Wälder auf dem Gottgabberg (Boží dar) flüchtete und hier am 18. Juli einen Sohn zur Welt brachte.
Dieser Martin Thannheiser wurde später Ratsherr in Zuckmantel, übersiedelte aber dann nach Neustadt in Oberschlesien, wo sich seine Tochter Dorothea mit dem Tuchhändler Benjamin Weiß verehelichte. Martin Thannheiser verstarb am 3. August 1714. Erst Dorothea Weiß war wirtschaftlich dazu in der Lage, das entweder von ihrer Großmutter Anna Thannheiser oder ihrem Vater abgelegte Gelübde, ein Marienbild anfertigen zu lassen und 1718 an dessen Geburtsort aufzuhängen.
Als Maler werden ein umherziehender Maler namens Camillo Kutzerino, ein Simon Schwarz oder auch ein namenloser Maler aus Neustadt genannt. Das Bild war eine Kopie der Passauer Madonna mit dem Kind von Lucas Cranach.
Der abgelegenen Lage wegen wurde das Bild zunächst kaum beachtet. Erst der Bericht des Schneiders Samuel Richter, welcher zufällig das Bildnis im Wald gefunden hatte, dass dieses von einer sonderbaren Lichterscheinung umgeben gewesen sei, machte es zunächst in Zuckmantel und später auch immer weiter im Land bekannt.

## Wallfahrtsort

### Holzkapelle
Zunächst wurde 1718 eine hölzerne Kapelle zum Schutz des Marienbildes errichtet. Diese sollte 1785 unter Kaiser Joseph II., der auch die Wallfahrten verbieten ließ, abgetragen werden. Erhalten blieb die Wallfahrtsstätte, weil sich kein Einheimischer fand, der diese Arbeit übernehmen wollte. Noch 1803 wurde mit dem Einsatz von Militär zur Durchsetzung dieser Anordnung gedroht. Behördlich erlaubt wurden Wallfahrten erst wieder 1819.
Auf Wunsch der Bevölkerung von Zuckmantel wurde in einer feierlichen Prozession das Marienbild am 21. September 1729 von der Wallfahrtskirche in die Pfarrkirche von Zuckmantel überführt.
1805 ließ der fürsterzbischöfliche Waldmeister Hannichl (oder Hannich) die hölzerne Kapelle vergrößern und ein neues Bild malen.

### Steinerne Kirche
1830 kam der Erzpriester Philipp Dittrich nach Zuckmantel und veranlasste den Neubau der Wallfahrtskirche. Die Grundsteinlegung fand 1834 statt, und am 8. September 1841 (Maria Geburt) wurde das neue Gotteshaus feierlich geweiht.
Ab etwa 1909 wurden die im Umfeld der Wallfahrtskirche entstandenen kleinen hölzernen Kapellen, die „Höhlen“ genannt wurden, durch massive Steinbauten ersetzt.
Den Zweiten Weltkrieg hatte die Wallfahrtsstätte unbeschadet überstanden, doch am 24. Mai 1955 wurde von den kommunistischen Machthabern hier das Abhalten von Gottesdiensten verboten, woraufhin die unbenutzte Kirche allmählich verfiel. Während der Zeit des Prager Frühlings wurde mit Renovierungsarbeiten begonnen, doch im Mai 1973 wurden diese Arbeiten zwangsweise eingestellt.
Am 22. November 1973 wurde die Kirche gesprengt und das Areal mit Planierraupen eingeebnet.

### Gegenwärtige Kirche
Nach der Samtenen Revolution 1989 bildete sich ein Ausschuss zum Wiederaufbau der Wallfahrtsstätte. Beim Papstbesuch in der Tschechoslowakei weihte Johannes Paul II. in Velehrad den Grundstein für die neue Anlage.
1991 genehmigte das Erzbistum Olmütz die Wiederherstellung des Wallfahrtsortes Mariahilf bei Zuckmantel und die Stadtverwaltung von Zuckmantel bewilligte die notwendige Umwidmung des Grundstückes, um die Wallfahrtskirche wieder aufbauen zu können. Die Baugenehmigung folgte am 25. Juli 1992.
Mit den Bauarbeiten wurde im April 1993 begonnen. Die Einweihungsfeierlichkeit fand am 23. September 1995 in Anwesenheit von Jan Graubner (Erzbischof von Olmütz), Giovanni Coppa (Erzbischof und apostolischer Nuntius), Alfons Nosol (Bischof von Oppeln, Polen), Adolf Schrenk (Deutschland), 30 weiteren Priestern und über 12.000 Gläubigen aus Tschechien, der Slowakei, Polen und Deutschland statt.

## Trutzhain
Die nach dem Zweiten Weltkrieg errichtete Wallfahrtskirche in Trutzhain wurde nach dieser Wallfahrtskirche benannt.